# 平塚市立大野小学校
平塚市立大野小学校（ひらつかしりつ おおのしょうがっこう）は、神奈川県平塚市東真土に設置された市立の小学校。

## 概要
- 神奈川県平塚市東真土2丁目1-1に所在。
- 学校教育目標は「やさしく　かしこく たくましく 」。
- 生徒数約600人

## 周辺
- 前鳥神社
- 北向観音堂
- 大念寺
- 平塚市立大野中学校
- 平塚市立神明中学校

## 沿革
- 1873年（明治5年）5月28日 - 創立[1]。
- 1947年（昭和22年） - 学制改革により、開校[3]。
- 1963年（昭和38年） - 管理・普通教室・特別教室棟（南棟西・南棟中）建設[3]。
- 1967年（昭和42年） - 管理・普通教室・特別教室棟（南棟東）建設[3]。
- 1985年（昭和60年） - 普通教室棟（北棟）建設[3]。
- 1986年（昭和61年） - 体育館建設[3]。
- 2020年（令和2年）度 - プール塗装等修繕[1]。

## 通学区域
- 四之宮1丁目～6丁目、東真土2丁目1～4番、西八幡3丁目10～12番、東八幡5丁目8～11番[4]

## 進学先中学校
- 平塚市立神明中学校

## アクセス
- 神奈川中央交通「平50」・「平51」・「平52」・「平53」・「平54」・「平58」・「平62」・「平153」・「平158」の各系統で、「四ノ宮」停留所より、
  - 平塚駅北口行のりばから、徒歩約250m・約4分。
  - 平塚駅北口発のりばから、徒歩約305m・約5分。